# Juan Luis Mora Parada
Juan Luis Humberto Mora Parada (Linares, Chile, 17 de septiembre de 1979) es un exfutbolista chileno que jugaba de portero. 

## Carrera
Juan Luis Mora, apodado Cepillín por el parecido al mexicano Ricardo González Gutiérrez, inició su carrera en el club amateur Unión Yungay de su ciudad natal, para luego recalar en las divisiones inferiores de Universidad de Chile, donde debió debutar en Primera División en el Torneo Clausura 1997, en una fecha que se disputó con juveniles ante el paro de los futbolistas profesionales del SIFUP. Al año siguiente, parte a Deportes Linares.
El año 2002 llega a Rangers, con destacadas actuaciones durante las tres temporadas que pasó por el club. Esto llevó a que fuera contratado por la Universidad de Concepción para el año 2006. Durante su estadía en el Campanil no consiguió llegar al mismo nivel.
Durante el año 2007 ficha por Deportivo Temuco de la Primera división B. Con este equipo sufre el descenso a Tercera División. Al año siguiente juega por Fernández Vial y también desciende a la tercera categoría de fútbol chileno.
En el año 2009 regresa a Rangers. Llegó como el 2º arquero de la escuadra piducana, detrás de Juan Martínez, manteniéndose hasta el Torneo Transición 2013.
Desde el segundo semestre de 2013, se incorpora al fútbol amateur de talca, defendiendo al club Juvenil Seminario en el Torneo Nacional de Clubes Campeones Zona Sur.
Fue entrenador de porteros en Independiente de Cauquenes, tras su breve retiro.

## Clubes
| Club                       | País  | Año       |
| -------------------------- | ----- | --------- |
| Universidad de Chile       | Chile | 1997      |
| Deportes Linares           | Chile | 1998-2001 |
| Rangers                    | Chile | 2002-2005 |
| Universidad de Concepción  | Chile | 2006      |
| Deportivo Temuco           | Chile | 2007      |
| Fernández Vial             | Chile | 2008      |
| Rangers                    | Chile | 2009-2013 |
| Independiente de Cauquenes | Chile | 2017      |